# Another Language
Another Language is een Amerikaanse dramafilm uit 1933 onder regie van Edward H. Griffith. De film is gebaseerd op het gelijknamig toneelstuk uit 1932 van Rose Franken.

## Verhaal
Stella en Victor Hallam ontmoeten elkaar in Europa, worden verliefd en trouwen al gauw daarna. Eenmaal terug in de Verenigde Staten maakt ze kennis met zijn verwaande familie, die ze allesbehalve imponeert. Vooral zijn moeder kan haar niet uitstaan en maakt daar geen geheim van. Om die reden probeert ze hen te vermijden, maar Victor, die niets merkt van de pesterijen, overtuigt haar om een diner bij te wonen. Ze kan echter niet lang de opmerkingen van zijn moeder aan, die kritiek heeft op haar bohemien-achtige leefstijl als kunstenares en beeldhouwster.
Uiteindelijk laat Stella zich aan tafel gaan en schreeuwt tegen iedereen. De enige die nog belangstelling voor haar toont is Jerry, de jonge neef van Victor die stiekem kunstenaar wil worden. Een latere avond brengt ze de avond met hem door en verklaart hij haar de liefde. Hoewel ze die avond werd achtergesteld door haar man, blijft ze trouw aan hem en maakt ze Jerry duidelijk dat er tussen hen nooit iets kan bloeien. Ondertussen wordt er in huize Hallam nog flink over haar geroddeld.
De meeste familieleden zijn inmiddels op de hoogte van Jerry's gevoelens voor Stella en proberen daar misbruik van te maken om haar huwelijk met Victor te vernietigen. Ze halen hem over om haar te zoenen, zodat zij zich niet op haar gemak voelt. Als resultaat voelt Jerry zich verraden door zijn familie en denkt Victor dat zijn vrouw een affaire heeft. Stella voelt zich ontdaan door deze beschuldigingen en vertrekt. De volgende ochtend wordt ze nogmaals gezoend door Jerry en vertelt ze Victor dat ze een tijd weg zal gaan om uit te vogelen wat ze wil met haar toekomst.
Als Jerry's ouders te horen krijgen over zijn gevoelens voor een getrouwde vrouw, zijn ze razend. Victor probeert Stella te beschermen, maar zij legt uit dat ze onschuldig is en loopt weg. Victor komt haar achterna en legt het bij met zijn vrouw.

## Rolbezetting
| Acteur              | Personage             |
| ------------------- | --------------------- |
| Helen Hayes         | Stella 'Stell' Hallam |
| Robert Montgomery   | Victor Hallam         |
| Louise Closser Hale | Moeder Hallam         |
| John Beal           | Jerry Hallam          |
| Henry Travers       | Pop Hallam            |
| Margaret Hamilton   | Helen Hallam          |
| Willard Robertson   | Harry Hallam          |
| Irene Cattell       | Grace Hallam          |
| Minor Watson        | Paul Hallam           |
| Hal K. Dawson       | Walter Hallam         |
| Maidel Turner       | Etta Hallam           |

## Achtergrond
In de verfilming spelen ook verscheidene acteurs die ook diezelfde rol in het gelijknamig toneelstuk speelden. Hieronder valt ook Margaret Hamilton, die met Another Language haar filmdebuut maakte. De vrouwelijke hoofdrol zou in eerste instantie gespeeld worden door de filmster Norma Shearer, maar toen haar man Irving Thalberg ernstig ziek werd, wees ze de rol af om bij hem te zijn. De studio nam met haast contact op met Helen Hayes om te dienen als haar vervangster. Hayes werkte graag samen met Robert Montgomery, maar ze had een hekel gekregen aan Hollywood en kon zich daarom niet goed concentreren tijdens de opnames.
Aanvankelijk zou de film geregisseerd worden door Frank Borzage, maar hij werd uiteindelijk vervangen door Edward H. Griffith, die daarmee zijn eerste film voor Metro-Goldwyn-Mayer maakte. Ondanks de kosten werd Another Language geen succes. Desondanks kreeg Hayes veel lof voor haar vertolking. The New York Times noemde het een 'uitstekende verfilming' en schreef dat Hayes hierin haar beste filmrol speelde.